# Xavier Abril
Pour les articles homonymes, voir Abril.
Xavier Abril (Lima, 4 novembre 1905 - Montevideo, 1er janvier 1990) est un poète péruvien. Il fait connaître le surréalisme au Pérou grâce à la revue Amauta, publiée de 1926 à 1930 par José Carlos Mariátegui, théoricien de l'indigénisme et du marxisme.